# Autostrada A1 (Rumänien)
Die Autostrada 1 (A1) ist eine überwiegend fertiggestellte, zum Teil im Bau und in Planung befindliche Autobahn in Rumänien. Sie wird nach ihrer Fertigstellung nach 2028 von der ungarischen M43 an der ungarisch-rumänischen Grenze nähe Nădlac über Arad, Timișoara, Deva, Sibiu und Curtea de Argeș sowie Pitești bis in die Hauptstadt Bukarest führen.

## Verlauf
Die Autostrada 1 wird von der M43 an der ungarisch-rumänischen Grenze nahe Nădlac über Arad, Timișoara, Deva, Sibiu und Curtea de Argeș sowie Pitești bis in die Hauptstadt Bukarest verlaufen und ist damit ein Teil des TEN-T-Korridors “Orient/Östliches Mittelmeer” sowie „Rhein-Donau“. Nach der Fertigstellung der Autobahn wird auf dem Streckenabschnitt Bukarest – Pitești – Curtea de Argeș – Sibiu die Europastraße E81 verlaufen.

## Geschichte
| Übersicht der Abschnitte und der Baukosten |           |                                                                                     |                                   |                                                                                   |            |                                                |                       |
| Abschnitt                                  | Abschnitt | Baufirma (ursprünglich)                                                             | Baubeginn Vertragsunterzeichnung  | Freigabe voraussichtlich                                                          | Länge (km) | Beteiligung EU Kohäsionsfonds ISPA in Mio. Lei | Baukosten in Mio. Lei |
| București – Pitești                        |           |                                                                                     | 4. Februar 1967                   | 1972                                                                              | 96         |                                                |                       |
| Umfahrung Pitești                          |           | Astaldi (Italien) Italstrade (Italien)                                              | 2004                              | 19. November 2007                                                                 | 14         |                                                |                       |
| Pitești – Sibiu                            | 5         | Astaldi (Italien)                                                                   | 2020                              | 2025                                                                              | 30         |                                                |                       |
| Pitești – Sibiu                            | 4         | Porr (Österreich)                                                                   | 2022                              | 2027                                                                              | 10         |                                                |                       |
| Pitești – Sibiu                            | 3         | Astaldi (Italien)                                                                   | 2022                              | 2027                                                                              | 35         |                                                |                       |
| Pitești – Sibiu                            | 2         | Mapa – Cengiz                                                                       | 2022                              | 2028                                                                              | 34         |                                                |                       |
| Pitești – Sibiu                            | 1         | Porr (Österreich)                                                                   | 2019                              | Dezember 2022                                                                     | 14         |                                                |                       |
| Umfahrung Sibiu                            | 1         | Todini (Italien) (Max Bögl)                                                         | Frühjahr 2004 12. September 2003  | 1. Dezember 2010                                                                  | 15         | 52 Mio Euro                                    | 70 Mio. Euro          |
| Umfahrung Sibiu                            | 2         | Todini (Italien) (Vectra service SRL)                                               | Frühjahr 2004 12. September 2003  | 1. Dezember 2010                                                                  | 3          | 52 Mio Euro                                    | 70 Mio. Euro          |
| Sibiu – Orăștie                            | 4         | Astaldi (Italien) Astalrom (Rumänien) Euro Construct Trading ’98 (Rumänien)         | 20. Oktober 2011 7. Juni 2011     | 19. Dezember 2013                                                                 | 16         | 2179                                           | 3174                  |
| Sibiu – Orăștie                            | 3         | Impregilo (Italien)                                                                 | 20. Mai 2011                      | 14. November 2014                                                                 | 22         | 2179                                           | 3174                  |
| Sibiu – Orăștie                            | 2         | Straco (Rumänien) Studio Corona (Italien)                                           | 15. November 2011 7. Juni 2011    | 19. Dezember 2013                                                                 | 20         | 2179                                           | 3174                  |
| Sibiu – Orăștie                            | 1         | Strabag (Österreich)                                                                | 15. November 2011 7. Juni 2011    | 19. Dezember 2013                                                                 | 24         | 2179                                           | 3174                  |
| Orăștie – Deva                             |           | Strabag (Österreich) Straco (Rumänien)                                              | April 2011 9. November 2010       | 30. Mai 2013                                                                      | 32         | 113 Mio Euro                                   | 184 Mio. Euro         |
| Deva – Lugoj                               | 4         | Spedition UMB (Rumänien) Tehnostrade (Rumänien)                                     | 29. Juli 2013                     | 14. August 2019                                                                   | 22         | 339 Mio. Euro                                  | 540 Mio. Euro         |
| Deva – Lugoj                               | 3         | Teloxim Con (Rumänien) Comsa (Spanien) Aldesa (Spanien) Arcadis (Spanien)           | 21. Oktober 2013                  | 23. Dezember 2019                                                                 | 21         | 339 Mio. Euro                                  | 540 Mio. Euro         |
| Deva – Lugoj                               | 2         | Salini (Italien) Secol (Italien) Societa Edile (Italien)                            | 18. Oktober 2013                  | 17 km zwischen Dumbrava und Margina: 06.03.2017 restliche 12 km: 2026             | 29         | 339 Mio. Euro                                  | 540 Mio. Euro         |
| Deva – Lugoj                               | 1         | Condotte (Italien) Tirrena Scavi (Italien) Cossi Construzioni (Italien)             | 1. September 2011 20. Mai 2011    | 23. Dezember 2013                                                                 | 27         | 766                                            | 1119                  |
| Lugoj – Timișoara                          | 2         | Tirrena Scavi (Italien) Condotte (Italien)                                          | 4. Dezember 2013                  | 23. Dezember 2015                                                                 | 27         | 899                                            | 1303                  |
| Lugoj – Timișoara                          | 1         | Spedition UMB (Rumänien) Tehnostrade (Rumänien) Carena Construzioni (Italien)       | 20. Oktober 2011 20. Mai 2011     | 23. Oktober 2013                                                                  | 9          | 899                                            | 1303                  |
| Timișoara – Arad                           |           | FCC Construccion (Spanien) Astaldi (Italien)                                        | 26. Januar 2009 11. Dezember 2008 | 17. Dezember 2011                                                                 | 32         | 531                                            | 1704                  |
| Umfahrung Arad                             |           | FCC Construccion (Spanien), Porr                                                    | 24. April 2009 13. März 2009      | 17. Dezember 2011                                                                 | 12         | 531                                            | 1704                  |
| Arad – Nădlac                              | 2         | Astaldi (Italien) Max Bögl (Deutschland) (Alpine Bau GmbH)                          | 20. Oktober 2011                  | 6 km zwischen Nădlac und Pecica: 19. Dezember 2014 restliche 10 km: 11. Juli 2015 | 16,7       | 913                                            | 1316                  |
| Arad – Nădlac                              | 1         | Astaldi (Italien) Max Bögl (Deutschland) (Romstrade, Monteadriano, Donep Construct) | 20. Oktober 2011                  | 19. Dezember 2014                                                                 | 22,2       | 913                                            | 1316                  |

Am 4. Februar 1967 begannen die Bauarbeiten für das Teilstück zwischen Bukarest und Pitești, nachdem die damalige Kommunistische Regierung unter der Führung von Nicolae Ceaușescu an die Firma IPTANA (Institut de Proiectări pentru Transporturi Auto, Navale și Aeriene) den Auftrag der Planung eines 3200 Kilometer langen Autobahnnetzes vergab und diese abgeschlossen waren. Nach 5 Jahren Bauzeit wurde 1972 das 96 Kilometer lange Teilstück für den Verkehr freigeben, damit war dieser Abschnitt (bis 1989) der erste fertiggestellte Autobahnabschnitt Rumäniens.
Nach Ende des Kommunismus war die A1 im schlechten Zustand, sodass 1996 der damalige Betreiber (Administrația Națională a Drumurilor) zusammen mit der Europäischen Bank für Wiederaufbau und Entwicklung ein Darlehen über 53 Millionen US-Dollar für die Sanierung abgeschlossen hatte. 1997 wurde die Sanierung ausgeschrieben. Der Auftrag ging an ein Konsortium bestehend aus den italienischen Baufirmen Federici, Astaldi und Todini. Ursprünglich sollen diese Arbeiten zwischen Juni und August 1999 stattfinden, allerdings kam es zu Verzögerungen, sodass diese Arbeiten erst Ende Juni bzw. Mitte November 2000 beendet wurden.

### Ab 2004

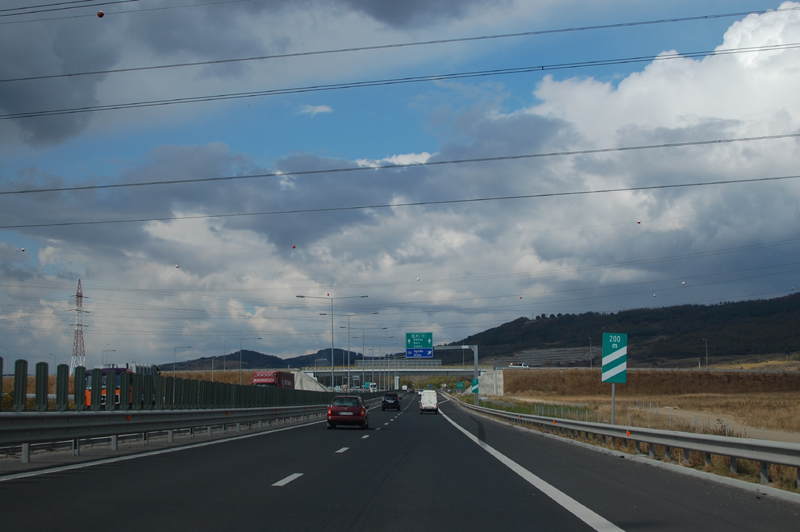
200 m vor der Ausfahrt Sibiu Est

Zwischen 2000 und 2006 hat Rumänien aufgrund des möglichen Beitritts in die EU mehrere Zuschüsse aus dem EU-Programm ISPA erhalten, unter anderem für die Planung und Bau der Ortsumfahrung Sibiu und Deva.
Im Frühjahr 2004 begannen die Bauarbeiten der Ortsumfahrung von Sibiu, nachdem am 12. September 2003 der Vertrag mit der italienischen Baufirma Todini unterzeichnet war. Nach mehreren Protesten der Arbeiter wegen eines neuen Tarifvertrags kam es aufgrund nicht bezahlter Rechnungen zum Baustopp. Im November 2006 wurden nach Verhandlungen die Arbeiten wieder aufgenommen, allerdings wurde die Rechnung in Höhe von 6 Millionen noch immer nicht bezahlt, sodass es erneut zu Verhandlungen kam, aber mit dem Entschluss, den Vertrag 2007 zu kündigen. 2008 wurden die Bauarbeiten in zwei Abschnitte aufgeteilt, neu ausgeschrieben und neue Bauverträge beschlossen. Am 1. Dezember 2010 eröffnete der damalige Ministerpräsident Emil Boc die 17 Kilometer lange Ortsumfahrung von Sibiu.
Am 19. November 2007 wurde die 14 Kilometer lange Ortsumfahrung Pitești eröffnet, die Bauarbeiten hierzu begannen 2004. Die Kosten für die Ortsumfahrung belaufen sich auf ca. 113 Millionen Euro, dazu wurde auch ein Teildarlehen bei der Europäischen Bank für Wiederaufbau und Entwicklung aufgenommen. Um den Verkehrsfluss am neuen westlichen Ende der A1 zu verbessern, wurde auch eine Unterführung in Form eines Tunnels in diesem Bauvertrag integriert. Diese Unterführung wurde am 22. Oktober 2008 nach achtmonatiger Bauphase eröffnet.

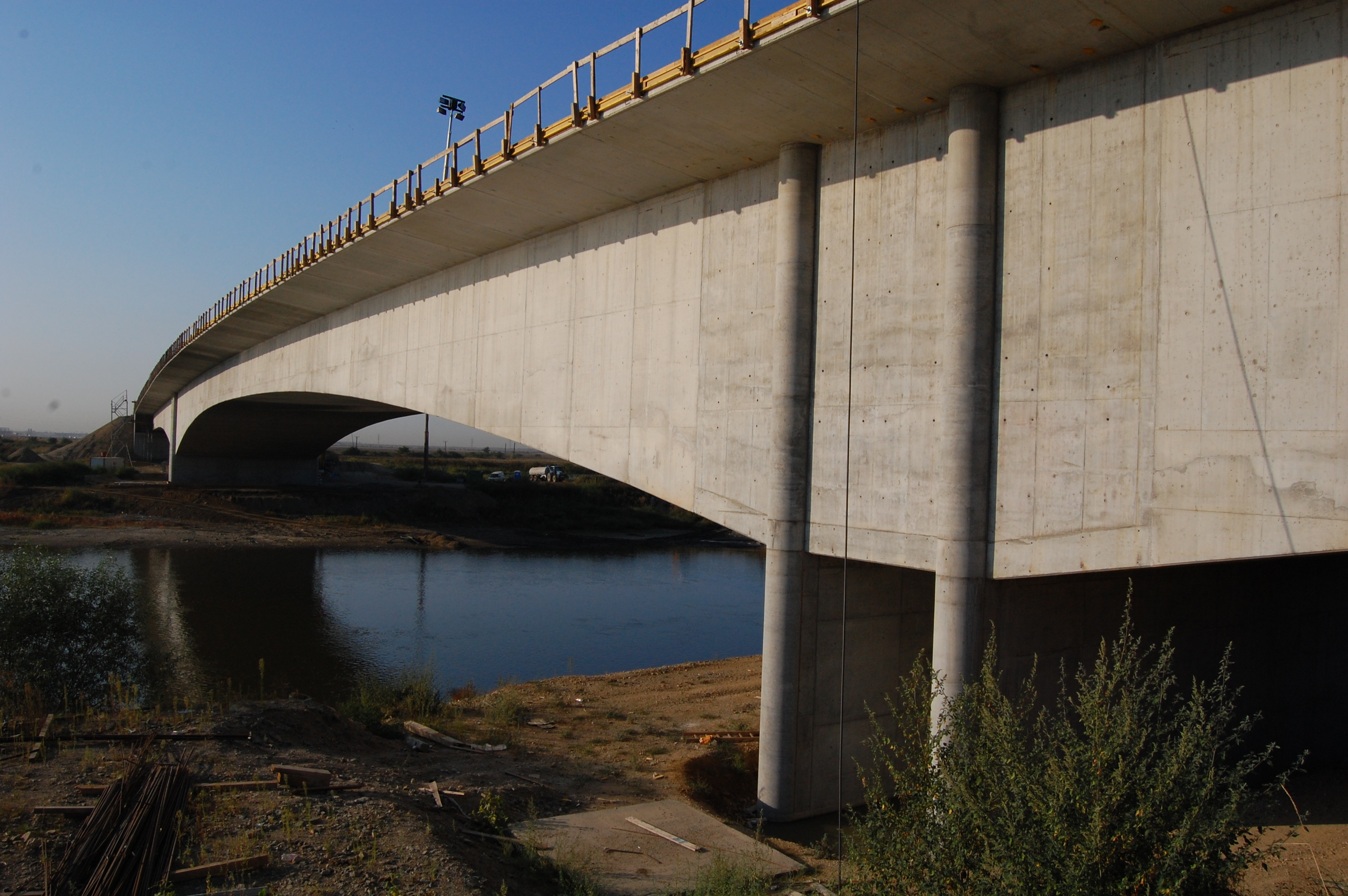
Brücke über den Mureș mit einer Spannweite von 150 m

Seit dem endgültigen Beitritt Rumäniens in die Europäische Union im Jahr 2007 werden aus dem Kohäsionsfonds 85 % der förderbaren Planungs- und Baukosten für die restlichen Streckenabschnitte zwischen Nădlac und Sibiu bezuschusst.
Am 17. Dezember 2011 wurde der 32 Kilometer lange Streckenabschnitt zwischen Arad und Timișoara eröffnet, zusammen mit der zwölf Kilometer langen Ortsumfahrung um Arad. Von dieser wurden allerdings nur eine Fahrspur in jede Richtung sowie drei der insgesamt sechs Anschlussstellen freigegeben. Die Bauarbeiten hierfür begannen am 11. Dezember 2008 bzw. am 13. März 2009. Am 6. Juni 2012 wurden schließlich alle Fahrspuren auf der Ortsumfahrung um Arad freigegeben. Erst als innerhalb der Garantiezeit das Baukonsortium eine neue Asphaltschicht gießen ließ, war dieser Streckenabschnitt mit 130 km/h freigegeben.
Am 20. Mai 2011 wurden gleich mehrere Bauverträge unterzeichnet: Für den Bau der Streckenabschnitte zwischen Orăștie und Sibiu das Baulos 3, zwischen Timișoara und Lugoj das Baulos 1, zwischen Lugoj und Deva das Baulos 1 sowie für die Strecke zwischen Nădlac und Arad beide Baulose. Nur einen Monat später, am 7. Juni 2011, wurden die restlichen Baulose des Streckenabschnitts zwischen Orăștie und Sibiu vergeben.
Doch schon zwei Monate nach Baubeginn stellte man Probleme aufgrund der Bodenbeschaffenheit auf dem Streckenabschnitt zwischen Nădlac und Arad fest. Nach mehreren Monaten wurden besonders auf dem Baulos 1 Unregelmäßigkeiten bezüglich des Baufortschritts sowie der Bezahlung der Mitarbeiter festgestellt. Infolgedessen stellte sich heraus, dass die erhaltenen Gelder veruntreut worden waren und damit versucht wurde, für die Fluggesellschaft Blue Air (die ebenfalls dem Geschäftsführer von Romstrade gehörte) ein Projekt zu realisieren. Daraufhin wurde der Bauvertrag am 8. November 2012 gekündigt und der Geschäftsführer Nelu Iordache der Baufirma Romstrade musste sich wegen der Veruntreuung der Gelder vor Gericht verantworten.
18 Monate nach der Vertragsunterzeichnung wurde der 9,5 Kilometer lange Streckenabschnitt um Timișoara am 23. Oktober 2012 eröffnet.
Am 30. Mai 2013 wurde die 32 Kilometer lange Ortsumfahrung zwischen Deva und Orăștie vollständig eröffnet, nachdem am 21. Dezember 2012 bereits der Streckenabschnitt zwischen den beiden Anschlussstellen Deva und Simeria freigeben war. Die Bauarbeiten hierfür begannen im April 2011.
Nachdem im Juni 2013 die österreichische Baufirma Alpine Bau des Streckenabschnitts Arad – Nădlac Baulos 2 Insolvenz beantragt hatte, wurde im Juli 2013 zunächst unter Ausschluss der Öffentlichkeit der Bauvertrag seitens der Betreibergesellschaft gekündigt. Der Baufortschritt lag hier bei 85 %. Der plötzliche Baustopp stellte ein Problem dar, da die Versiegelungsarbeiten der Fahrbahn zu diesem Zeitpunkt noch nicht abgeschlossen waren. Beide Baulose des Streckenabschnitts Arad – Nădlac wurden schließlich an ein Konsortium aus Astaldi (Italien) und Max Bögl (Deutschland) neu vergeben. Am 19. Dezember 2014 wurde der 26 km lange Teilabschnitt von Pecica nach Arad für den Verkehr freigegeben.
Die restlichen Streckenabschnitte zwischen Timișoara und Deva wurden ausgeschrieben und im Laufe der zweiten Jahreshälfte 2013 vergeben.
Am 19. Dezember 2013 wurden die Baulose 1, 2 und 4 des Streckenabschnittes zwischen Orăștie und Sibiu freigegeben. Die Eröffnungsfeier war aufgrund der verschobenen Fertigstellung des Streckenabschnittes zwischen Sibiu und Pitești teilweise von der Initiative „Vrem Autostrada Sibiu - Pitesti“ (deutsch Wir wollen Autobahn Sibiu - Pitesti) begleitet. Aufgrund von Erdrutschen kam es zu Verzögerungen auf dem Baulos 3, welches am 14. November 2014 eröffnet wurde. Nach zehn Tagen wurden Risse an der Fahrbahn zwischen Cunța und Săliște entdeckt, sodass der Verkehr gleich nach Eröffnung hier eingeschränkt wurde.
Am 20. Dezember 2014 wurde das 26,5 km lange Teilstück zwischen Pecica und Nădlac für den Verkehr freigegeben.
Am 11. Juli 2015 wurde das 10 km lange Teilstück zwischen Arad und Pecica für den Verkehr freigegeben. Da am selben Tag das restliche Teilstück der ungarischen M43 zwischen Nagylak und Makó sowie der neue Autobahngrenzübergang zwischen Rumänien und Ungarn eröffnet wurde, ist das rumänische Autobahnnetz zum ersten Mal an das europäische Autobahnnetz angeschlossen. Am 23. Dezember 2015 wurde das 25 km lange Teilstück zwischen Timișoara und Lugoj (LOT 2) für den Verkehr freigegeben. Damit besteht die Autobahn (Stand 23. Dezember 2015) von der ungarisch-rumänischen Grenze bis Lugoj.
Im ersten von vier Teilstücken des Autobahnabschnitts zwischen Deva und Lugoj wurden 17 Kilometer im Dezember 2013, restliche zehn Kilometer von Balinț nach Traian Vuia im Dezember 2015 fertiggestellt. Vom 2. Teilstück (Lot 2) wurden die ersten 17 Kilometer am 6. März 2017 freigegeben. Die Teilstücke drei und vier (Lot 3 [21 km]; Lot 4 [22 km]) wurden 2019 dem Verkehr freigegeben. Somit wären Ende 2019 in Rumänien 857,5 Kilometer Autobahn in Betrieb. Die restlichen 12 Kilometer des 2. Teilstücks, zwischen Margina und Holdea, sollen 2023 fertiggestellt werden.

### Weitere Planungen
Am 19. Januar 2012 gab der Betreiber CNADNR bekannt, dass die Auftragsvergabe des in Planung befindlichen Abschnittes Pitești–Sibiu bis zum Ende 2012 abgeschlossen sein wird. Die Machbarkeitsstudie wurde im Jahr 2008 durchgeführt. Jedoch ergeben sich aufgrund der teilweise herrschenden Erdrutsch-Gefahr entlang der Strecke Probleme. Dadurch wird der Bau sehr kompliziert und es entstehen sehr hohe Baukosten. Da die Kosten bei ca. drei Milliarden Euro liegen, stellt die EU aus dem Kohäsionsfonds 85 Prozent der Baukosten zur Verfügung. Die Ausschreibung zu einer aktualisierten Machbarkeitsstudie für den Abschnitt Sibiu-Pitești wurde Anfang 2014 veröffentlicht; nach optimalen Zeitplan soll 2016 mit dem Bau begonnen werden, der um 2020 abgeschlossen werden könnte. 2017 wurde für den ersten Bauabschnitt (Sibiu – Boița) – der erste von fünf Bauabschnitten – eine Ausschreibung ausgegeben, welche 2019 an das österreichische Bauunternehmen Porr vergeben wurde. Erst 2020 wurde für den Bauabschnitt fünf (Curtea de Argeș – Pitești) der Bauauftrag an den italienischen Baukonzern Astaldi vergeben. Für die Bauabschnitte zwei (Boița – Cornetu), drei (Cornetu – Tigveni) und vier (Tigveni – Curtea de Argeș) sind Mitte 2020 noch keine Ausschreibungen raus.
Eine Fertigstellung der Autobahn ist mit dem Teilstück Hermannstadt–Boița–Cornet für 2028 geplant.

## Trivia
Im September 2009 waren die Crew der TV-Serie Top Gear zu Dreharbeiten auf der Autostradă 1 zwischen București und Pitești. Die Moderatoren waren mit Premium-Fahrzeugen unterwegs. Jeremy Clarkson war entsetzt, als nach zwei Tagen Tour durch Rumänien die Autobahn nahe Pitești aufhörte.

## Bilder

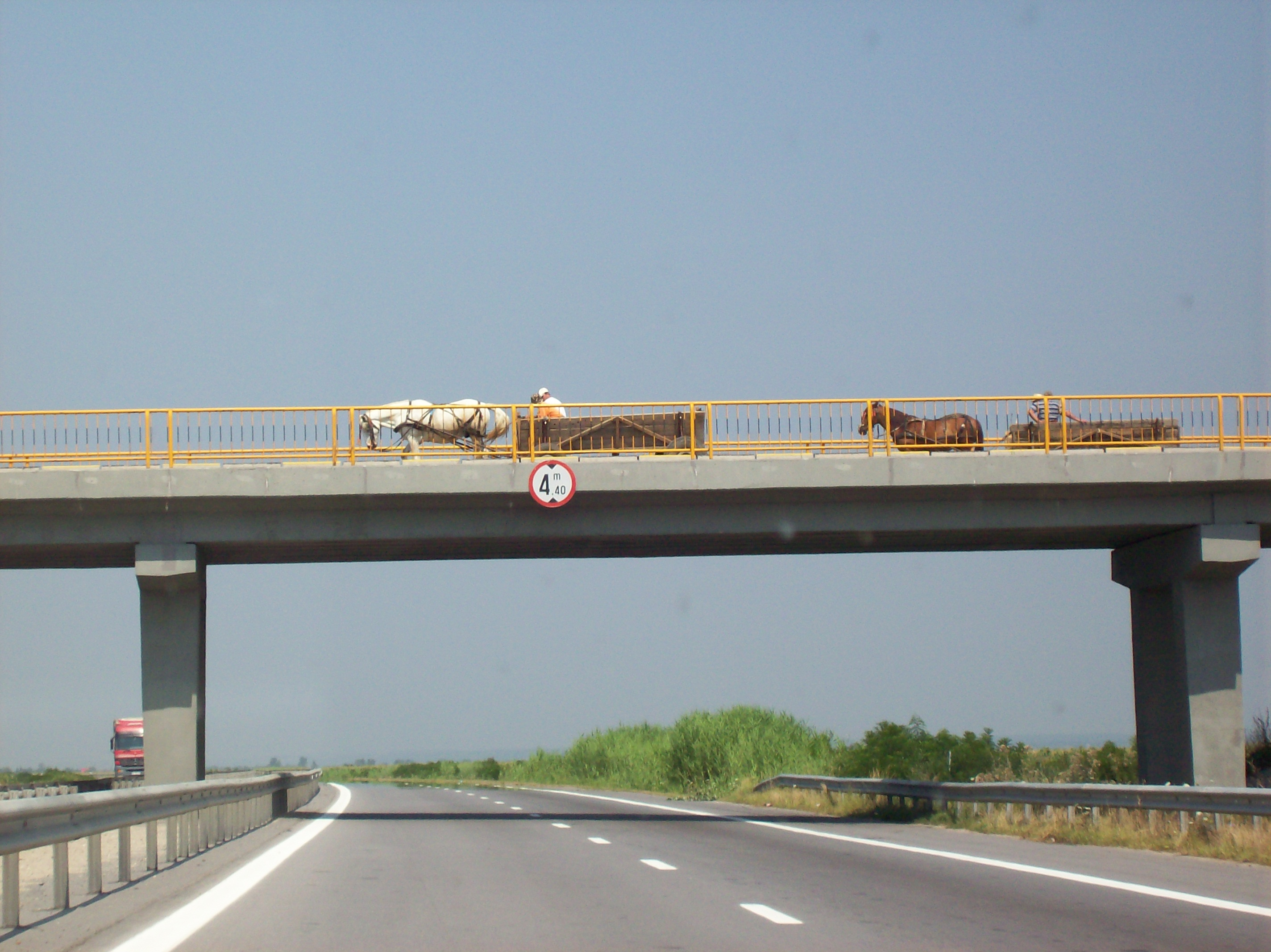
Die A1 …
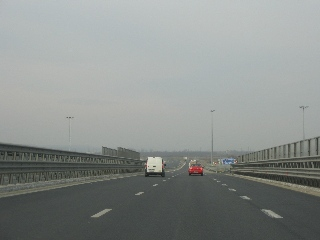
… mit 3 Fahrstreifen pro Fahrbahn
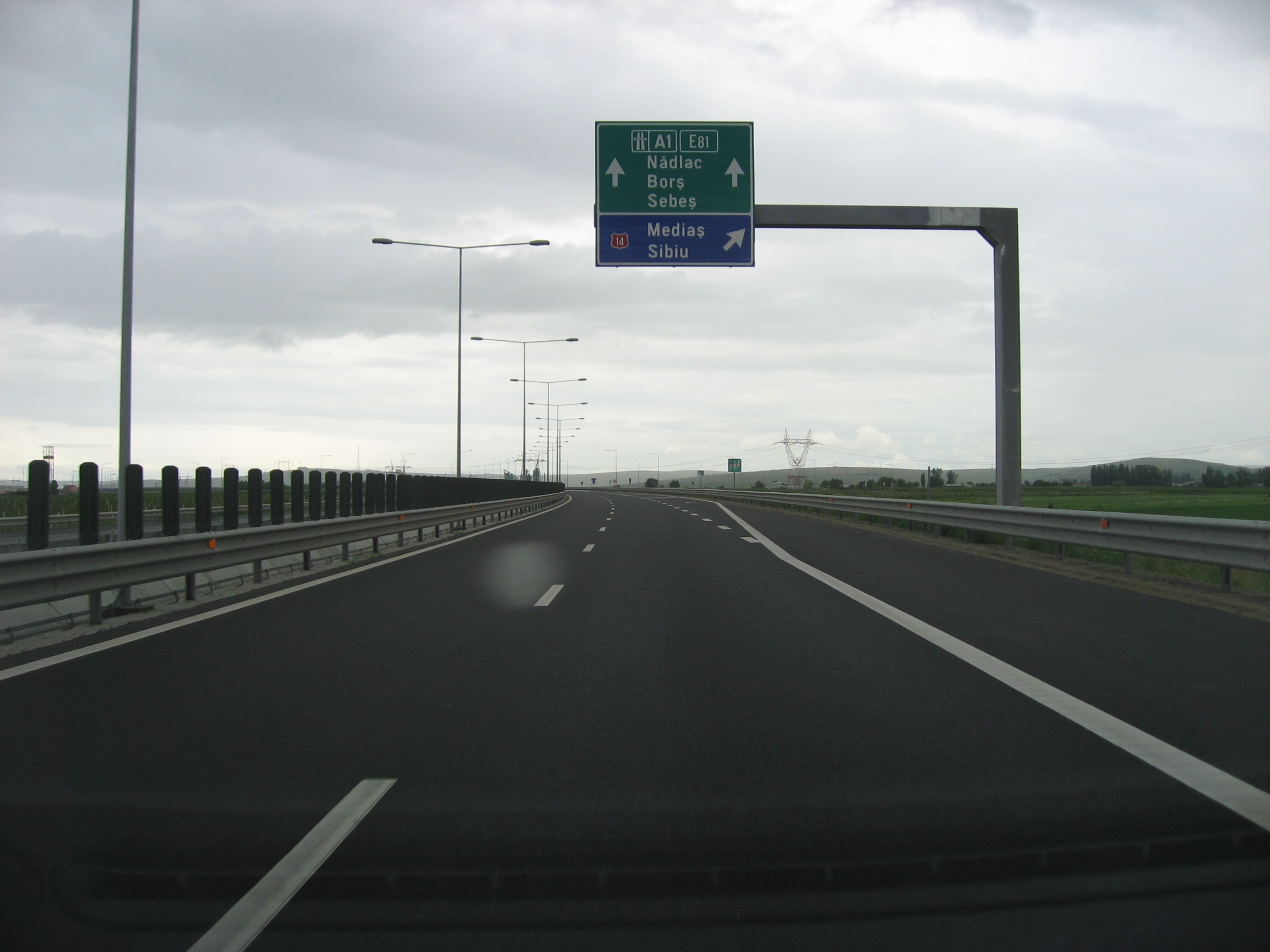
Umfahrung von Hermannstadt
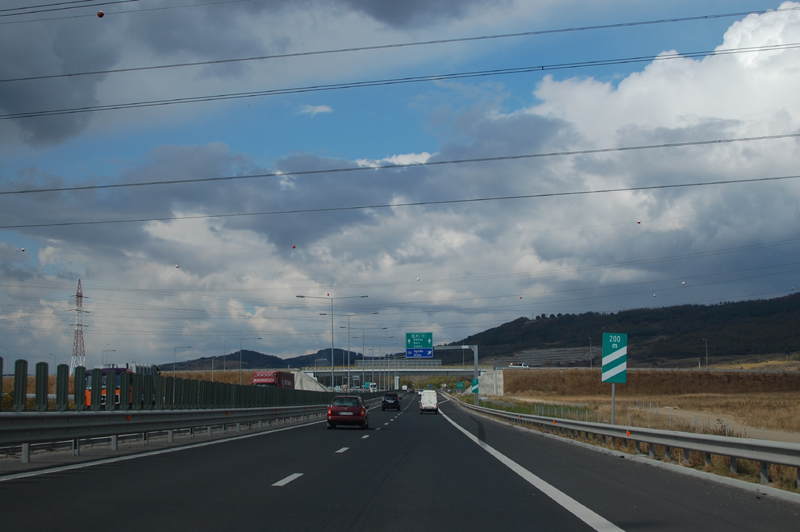
200 m vor der Ausfahrt Sibiu Est
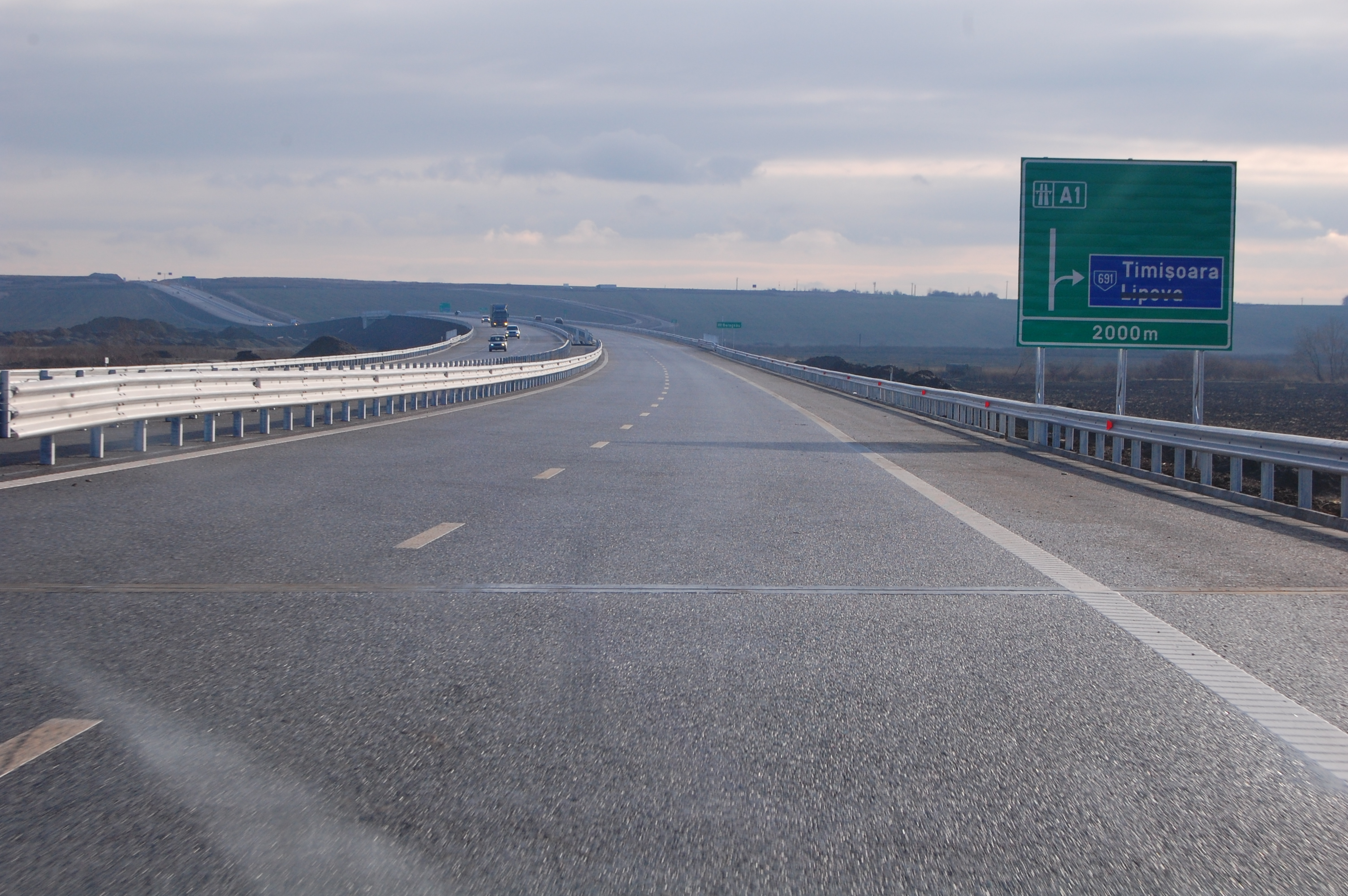
Zwischen Arad und Timișoara nähe Ausfahrt Timișoara-Nord
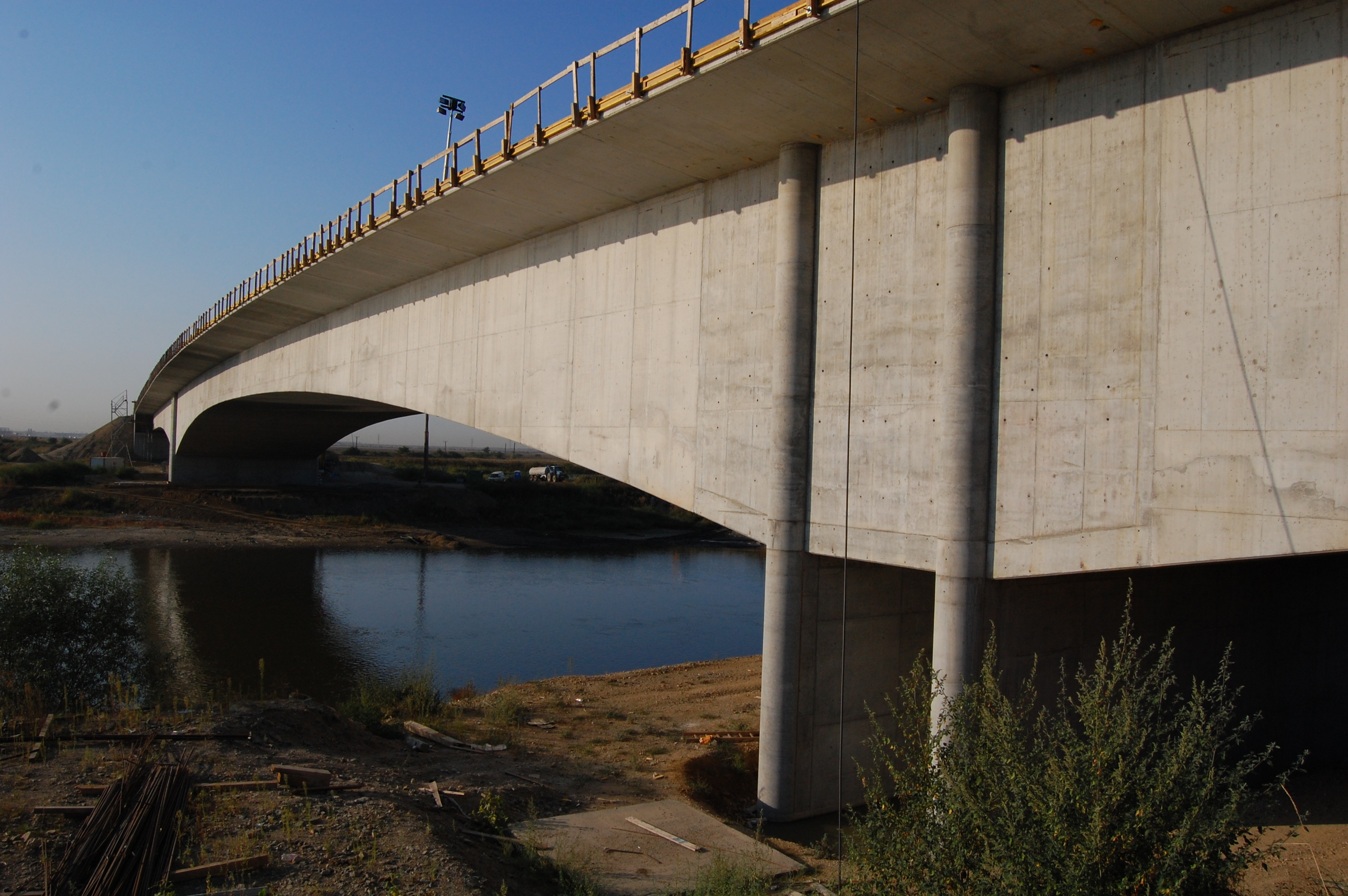
Brücke Mureș in Arad